# 勒阿姆
勒阿姆（法語：Le Ham，法語發音：[lə am]）是法国马耶讷省的一个市镇，属于马耶讷区。

## 地理
勒阿姆（48°22'48"N, 0°22'40"W）面积25.28 平方千米，位于法国卢瓦尔河地区大区马耶讷省，该省份为法国西北部内陆省份，北起芒什省和奧恩省，西接伊勒-维莱讷省，南至曼恩-卢瓦尔省，东临萨尔特省。
与勒阿姆接壤的市镇（或旧市镇、城区）包括：沙尔希涅、弗罗贝河畔克雷讷、阿尔当日、雅夫龙-莱沙佩勒、卢富热尔、勒里拜、维莱讷拉瑞埃勒。
勒阿姆的时区为UTC+01:00、UTC+02:00（夏令时）。

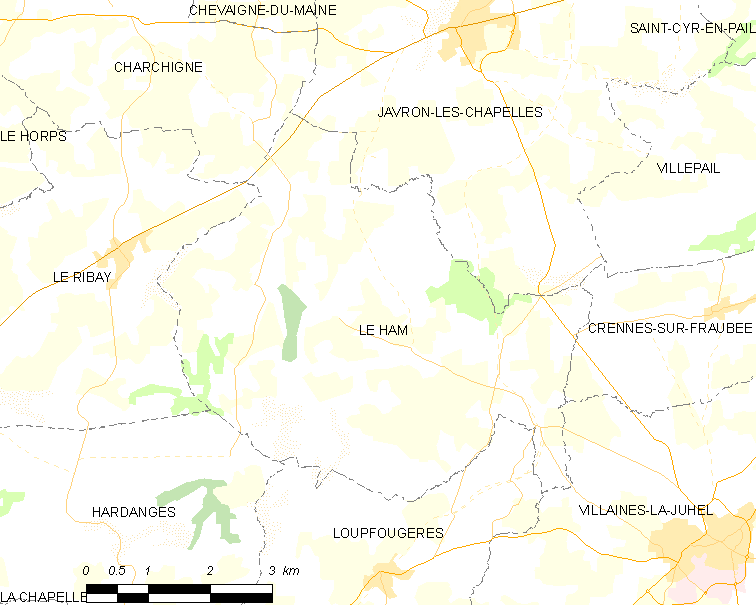
勒阿姆的OSM定位图

## 行政
勒阿姆的邮政编码为53250，INSEE市镇编码为53112。

## 政治
勒阿姆所属的省级选区为维莱讷拉瑞埃勒县。

## 人口

1962-2008年间勒阿姆人口变化图示

勒阿姆于2022年1月1日时的人口数量为343人。